# Лубенська 1-ша полкова сотня
Лубенська Перша полкова сотня (міська) — територіально-адміністративна і військова одиниця що була сформована початково у складі Переяславського полку, пізніше майже завжди у складі Лубенського полку відповідно після його утворення, за виключенням періоду його тимчасової ліквідації у 1649—1658 рр. і передачі сотні у цей час до Миргородському полку Гетьманської України.

## Історія
Лубенська сотня існувала ще в 1638 році, за реєстром цього року її очолював Григорій Ворона і входила до Переяславського полку. Як повстанський підрозділ армії Богдана Хмельницького утворилася влітку 1648 р. із козацького населення Лубен та околиць (як військова складова Лубенського полку).
Після ліквідації Лубенського полку за Зборівською угодою 16 жовтня 1649 р. включена до Миргородського полку у складі двох сотень (загальною кількістю 389 козаків).
У жовтні 1658 року Іван Виговський відновив Лубенський полк і сотня відтоді перебувала у його складі як полкова до 1782 р. — коли було ліквідовано полково-сотенний устрій Лівобережної України. Територія увійшла до Лубенського повіту Київського намісництва.

## Сотенна старшина

### Сотники
| - Швець Павло Омелянович (1649—1658) - Яновський Януш Михайлович (1667) - Цюпченко Пасько Якович (1672) - Гладкий Лесько (1672) - Шковець Леонтій Герасимович (1673) - Гладкий Лесько (1674) - Цюпченко Пасько (1675—1677) - Радченко Роман (1676—1684) - Салогуб Захар (1684) - Андрій Якович (1685—1687) | - Герцик Мусій Гнатович (1688) - Піковець Леонтій Герасимович (1690) - Андрій Якович (1690) - Салогуб Захар (1691—1694) - Сава Кирилович (1695). - Савич Василь Савович (1695—1698) - Скорик Леонтій (1698) - Островський Андрій Григорович (1698) - Прийма Іван (1699). - Корнієвич-Огранович Іван (1700) | - Савич Василь (1701—1703) - Прийма Іван (1710) - Скорупа Григорій Іванович (1712—1713) - Кулябка Григорій Федорович (1715—1732) - Кулябка Петро Петрович (1733) - Кулябко Іван Петрович (1733—1737) - Скаржинський Михайло (1737—1753) - Значко-Яворський Карпо Ілліч (1753—1764) - Значко-Яворський Трохим Карпович (1764—1770) - Значко-Яворський Андрій Карпович (1771—1782) |

### Отамани
- Салогуб Захар (? — 1693 — ?)
- Значко-Яворський Карпо Ілліч (? — 1740—1747 — ?)
- (Нетец ?) Данило (? — 1766—1767 — ?)
- Зайкевич Прокіп Григорович (1771—1780 — ?),
- Макаренко Михайло Максимович (? — 1782 — ?)

### Писарі
- Олексійович Мартин (? — 1723 — ?)
- Іваненко Григорій (? — 1739—1749)
- Кончевський Прокіп (? — 1743 — ?)
- Щочка Гнат Михайлович (1753—1759)
- Зайкевич Прокіп Григорович (1766—1771)

### Осавули
- Тищенко Кузьма (? — 1735 — ?)
- Гмида Данко (? — 1740—1747 — ?)
- Щочка Гнат Михайлович (1759—1761)
- Максимович Яким (? — 1766 — ?)
- Капуста Юхим (? — 1767 — ?)
- Романюта Степан Петрович (1770—1780 — ?)
- Болобан Кіндрат Васильович (? — 1782 — ?)

### Хорунжі
- Бабенко Павло (? — 1713 — ?)
- Бабич Козьма (? — 1740 — ?)
- Пархоменко Сидір (? — 1747 — ?)
- Капуста Юхим (? — 1766 — ?)
- Романюта Степан Петрович (1768—1770)
- Макаренко Федір (1770—1775 — ?)
- Корсун Мойсей (? — 1777 — ?)
- Власович Ничипір (? — 1782 — ?)

## Населені пункти
До складу сотні входили:
- село Вищий Булатець;
- село Вільшанка;
- село Губське;
- село Єнківці;
- село Клепачі;
- місто Лубни;
- село Луки;
- село Мгар;
- село Новаки;
- село Олександрівка;
- передмістя Плітинець;
- село Тарандинці.

За описом 1765–1769 років ще значаться хутори Вербівщина та Каганці.

## Опис 1-ї Лубенської сотні
За описом Київського намісництва 1781 року наявні наступні дані про кількість сіл та населення Першої Лубенської сотні напередодні ліквідації:
| Населені пункти 1-ї Лубенської сотні                                      | Дворян і шляхетства | Різночинців | Духовенства | Церковників | Греків | Хат              | Хат                   | Хат   | Хат                                        | Хат                                                           | Всього | Всього                             |
| ------------------------------------------------------------------------- | ------------------- | ----------- | ----------- | ----------- | ------ | ---------------- | --------------------- | ----- | ------------------------------------------ | ------------------------------------------------------------- | ------ | ---------------------------------- |
| Населені пункти 1-ї Лубенської сотні                                      | Дворян і шляхетства | Різночинців | Духовенства | Церковників | Греків | козаків виборних | козаків підпомічників | міщан | посполитих коронних, у тому числі рангових | посполитих власницьких, різночинських і козацьких підсусідків | хат    | за останньою 1764 року ревізії душ |
| Відійшли до Лубенського повіту (Київського намісництва):                  |                     |             |             |             |        |                  |                       |       |                                            |                                                               |        |                                    |
| місто Лубни                                                               | 35                  | 75          | 11          | 12          | —      | 46               | 131                   | 155   | 7                                          | 305                                                           | 644    | —                                  |
| село Мгар                                                                 | —                   | —           | 1           | —           | —      | —                | —                     | —     | —                                          | 90                                                            | 90     | —                                  |
| село Вільшанка                                                            | —                   | —           | 1           | 1           | —      | —                | —                     | —     | —                                          | 77                                                            | 77     | —                                  |
| село Луки                                                                 | —                   | —           | 1           | —           | —      | 2                | 14                    | —     | —                                          | 77                                                            | 93     | —                                  |
| селище Олександрівка                                                      | —                   | —           | —           | —           | —      | —                | —                     | —     | 26                                         | 7                                                             | 33     | —                                  |
| селище Клепачі                                                            | —                   | —           | —           | —           | —      | 29               | 66                    | —     | —                                          | 18                                                            | 113    | —                                  |
| село Вищий Булатець                                                       | —                   | 1           | 1           | —           | —      | 174              | 47                    | —     | —                                          | 29                                                            | 250    | —                                  |
| село Тарандинці                                                           | 1                   | 2           | 2           | 1           | —      | 154              | 93                    | —     | 3                                          | 12                                                            | 212    | —                                  |
| село Губське                                                              | 1                   | 3           | 2           | 1           | —      | 146              | 51                    | —     | —                                          | 33                                                            | 230    | —                                  |
| село Янківці                                                              | 1                   | 1           | 2           | 2           | —      | 73               | 49                    | —     | 2                                          | 43                                                            | 167    | —                                  |
| село Новаки                                                               | 1                   | 2           | 3           | 3           | —      | 215              | 134                   | —     | —                                          | 77                                                            | 426    | —                                  |
| 1. хутір козаків Макаренків                                               | —                   | —           | —           | —           | —      | 2                | —                     | —     | —                                          | 1                                                             | 3      | —                                  |
| 2. хутір при скитку Онуфріївському                                        | —                   | —           | —           | —           | —      | —                | —                     | —     | —                                          | 3                                                             | 3      | —                                  |
| 3. хутір Вербищина                                                        | —                   | —           | —           | —           | —      | —                | —                     | —     | —                                          | 1                                                             | 1      | —                                  |
| 4. хутір ранговий полковника Максимовича                                  | —                   | —           | —           | —           | —      | —                | —                     | —     | 1                                          | —                                                             | 1      | —                                  |
| 5. хутір колезького радника Семенова                                      | —                   | —           | —           | —           | —      | —                | —                     | —     | —                                          | 3                                                             | 3      | —                                  |
| 6. хутір писаря сотенного Брижахи                                         | —                   | —           | —           | —           | —      | —                | —                     | —     | —                                          | 3                                                             | 3      | —                                  |
| 7. хутір козаків Логвиченків                                              | —                   | —           | —           | —           | —      | —                | 2                     | —     | —                                          | —                                                             | 2      | —                                  |
| 8. хутір майора Кулябки                                                   | —                   | —           | —           | —           | —      | —                | —                     | —     | —                                          | 2                                                             | 2      | —                                  |
| 9. хутори 10. бунчукових товаришів 11. Скаржинських                       | —                   | —           | —           | —           | —      | —                | —                     | —     | —                                          | 12                                                            | 12     | —                                  |
| 12. хутір статського радника Полторацького                                | —                   | —           | —           | —           | —      | —                | —                     | —     | —                                          | 6                                                             | 6      | —                                  |
| 13. хутір того ж Полторацького                                            | —                   | —           | —           | —           | —      | —                | —                     | —     | —                                          | 1                                                             | 1      | —                                  |
| 14. хутір козака Гонтара                                                  | —                   | —           | —           | —           | —      | 1                | —                     | —     | —                                          | —                                                             | 1      | —                                  |
| 15. хутір козака Остапця                                                  | —                   | —           | —           | —           | —      | —                | —                     | —     | —                                          | 1                                                             | 1      | —                                  |
| 16. хутори 17. козаків 18. Щербанів                                       | —                   | —           | —           | —           | —      | 5                | —                     | —     | —                                          | —                                                             | 5      | —                                  |
| 19. хутір козака Стависького                                              | —                   | —           | —           | —           | —      | —                | —                     | —     | —                                          | 2                                                             | 2      | —                                  |
| 20. хутір сотника Антоненка                                               | —                   | —           | —           | —           | —      | —                | —                     | —     | —                                          | 2                                                             | 2      | —                                  |
| 21. хутори 22. осавула полкового Значка-Яворського                        | —                   | —           | —           | —           | —      | —                | —                     | —     | —                                          | 4                                                             | 4      | —                                  |
| 23. хутір бунчукових товаришів Скаржинських                               | —                   | —           | —           | —           | —      | —                | —                     | —     | —                                          | 5                                                             | 5      | —                                  |
| 24. хутір майора Боярського                                               | —                   | —           | —           | —           | —      | —                | —                     | —     | —                                          | 3                                                             | 3      | —                                  |
| 25. хутір сотника Значка-Яворського                                       | —                   | —           | —           | —           | —      | —                | —                     | —     | —                                          | 2                                                             | 2      | —                                  |
| 26. хутір військового товариша жінки Киріякіної                           | —                   | —           | —           | —           | —      | —                | —                     | —     | —                                          | 5                                                             | 5      | —                                  |
| 27. хутір підкоморої Кулябкиної                                           | —                   | —           | —           | —           | —      | —                | —                     | —     | —                                          | 1                                                             | 1      | —                                  |
| 28. хутір тої ж Кулябкиної                                                | —                   | —           | —           | —           | —      | —                | —                     | —     | —                                          | 4                                                             | 4      | —                                  |
| 29. хутір значкового товариша жінки Рεвихи                                | —                   | —           | —           | —           | —      | —                | —                     | —     | —                                          | 1                                                             | 1      | —                                  |
| 30. хутір возного Кучера                                                  | —                   | —           | —           | —           | —      | —                | —                     | —     | —                                          | 1                                                             | 1      | —                                  |
| 31. хутір князя Трубецького                                               | —                   | —           | —           | —           | —      | —                | —                     | —     | —                                          | 1                                                             | 1      | —                                  |
| 32. хутір козака Щербаня                                                  | —                   | —           | —           | —           | —      | —                | —                     | —     | —                                          | 1                                                             | 1      | —                                  |
| 33. хутори 34. козачки Переясловщихи і 35. козаків Сидоренка з товаришами | —                   | —           | —           | —           | —      | 2                | —                     | —     | —                                          | 2                                                             | 4      | —                                  |
| 36. хутір сотника Антоненка                                               | —                   | —           | —           | —           | —      | —                | —                     | —     | —                                          | 4                                                             | 4      | —                                  |
| Всього у сотні 1-й Лубенській                                             | 39                  | 84          | 24          | 20          | —      | 849              | 537                   | 155   | 39                                         | 839                                                           | 2419   | 5282                               |